# Mufulira
Mufulira es una ciudad situada al norte de Zambia central, en la provincia de Copperbelt, cerca de las ciudades de Kitwe y Ndola, en la frontera con la República Democrática del Congo. Enclavada en una zona dedicada a la extracción de cobre, constituye un destacado centro de comunicaciones ferroviarias y por carretera.
En 2007 tenía una población de 125.336 habitantes.